# Abyssal (mexikanische Band)
Abyssal ist eine 2008 gegründete Funeral-Doom-Band.

## Geschichte
Der damals in Chihuahua lebende Sänger und Gitarrist Fernando „F“ Ruiz gründete Abyssal 2008, nachdem er ein Stück erarbeitete, das nicht zu der damals von ihm mit geführten Crustcore-Gruppe National Disasters passte. Er beschloss, das Lied zu vervollständigen und aufzunehmen, wodurch sich Abyssal als sein Projekt manifestierte. Das Stück nahm er im Studio Tsikin Arte in Chihuahua, bei einem Freund, der das Studio zu diesem Zeitpunkt gründete auf. Der National-Disaster-Musiker Francisco und Melenas von National Disasters unterstützte Ruiz durch das Einspielen des Schlagzeugs, hinzu wurde Cellisten für die Aufnahme engagiert. Das Stück wurde 2009 unter dem Titel Blindness als Album-Musikdownload via Blogspot veröffentlicht. Das Projekt blieb vorerst eine Nebenbeschäftigung zu National Disaster, die Ruiz als Hauptaugenmerk für sich wahrnahm. Mit einem Umzug in die Stadt Tijuana hörte diese Band jedoch auf und die zuerst als Solo-Projekt mit Begleitmusikern initiierte Band Abyssal blieb bestehen. Seither variierten, insbesondere die Schlagzeuger Abyssals. Seit der Aufnahme des 2014 veröffentlichten Albums Ad Noctum spielt die Bassistin Luna für Abyssal.
Nahezu alle Veröffentlichungen nach Ruiz Umzug bewarb die Band mit Auftritten in den Vereinigten Staaten und Mexiko. Insbesondere im Zuge einer zwischen San Diego und Tijuana etablierten Doom-Szene trat die Band mehrfach in Kalifornien und Mexiko auf, reiste jedoch auch weiter und trat unter anderem in El Paso in Texas auf. Ruiz erläuterte hierbei, dass die Auftritte außerhalb Tijuanas von hoher Bedeutung für die Gruppe sei, da die Band nur das letzte Album, oder einen Teil dessen, während eines Auftritts spielen würde. Durch das Touren könne die Band so das eigene Material häufiger spielen, ohne einem festen Publikum regelmäßig das gleiche Konzert zu präsentieren.

## Werk und Wirkung
Die Gruppe veröffentlichte mehrere Alben in Kooperation mit unterschiedlichen Firmen, ein Split-Album mit Axidance, Rivers Run Dry und Doomsday über They Live! Records sowie eine Kompilation der ersten drei Alben über Concreto Records. Zuerst veröffentlichte Ruiz die Musik von Abyssal über sein eigenes Label Detesta Records, mit wachsender Popularität der Band suchte er jedoch Partner für eine Kooperation. In Zusammenarbeit mit Frozen Archives, Totem Manufacture, Concreto Records und Transylvanian Tapes erschienen alte und neue Alben. Das 2018 veröffentlichte Misanthrope bescherte der Band internationale Anerkennung.

### Konzept
Alle von Abyssal veröffentlichten Alben bestehen aus jeweils einem Stück. Ruiz beschreibt diesen Umstand als konzeptionelle Idee, die sich aus der Beschäftigung mit den Veröffentlichungen der Band Corrupted ergab. Das Anhören ihrer „Ein-Song-Alben und das lange Meditieren war eine Erfahrung“, die er neu erschaffen wollte, insbesondere wenn die Wahrnehmung der Musik „einen Punkt erreicht, an dem man sich in den Song einwickelt und die Zeit in den Hintergrund tritt.“

### Stil
Als sich transformierender Funeral Doom wird Abyssals Musik beschrieben. Die Musik sei „langsam, laut und hart“ und dabei unzweifelhaft „eine der schwersten und melancholischsten mexikanischen Bands, die es gibt“. Ruhige und meditative Passagen, die einem Ambient nahekommen, stünden schweren und Riff-Betonten Phasen gegenüber. Derweil die Musik sich über die Stücke hinweg mit „fesselnder Subtilität“ entwickele. Mit nuancierten Änderungen variiert die Gruppe von zwischen ruhigen und getragenen Passagen zu „schrecklich majestätischen Mauern purer Doom-Dynamik“. Indes werden Dissonanzen und ständige Bewegung im Zuge des „anhaltend lethargischen Tempos“ eingebracht. Die Wirkung wird als hypnotisch, meditativ und träumerisch beschrieben.

„Abyssal favor long, intimate instrumental movements in their songs. Ominous melodies, inspiring both dread and comfort, lull the listener into a sullen trance. Vocals are typically concentrated to the center of each musical movement.“

„Abyssal bevorzugt lange, intime instrumentale Bewegungen in ihren Stücken. Unheilvolle Melodien, die sowohl Furcht als auch Behagen hervorrufen, wiegen den Hörer in eine mürrische Trance. Der Gesang konzentriert sich normalerweise auf das Zentrum jeder Musikbewegung.“

### Rezeption
Mit der Veröffentlichung des Albums Misanthrope erlange Abyssal internationale Anerkennung. Im Zuge der Besprechungen wurde das Album zumeist hoch gelobt. Es sei ein „Meisterwerk“ und der Gruppe gelänge es in einem Genre, in welchem es aufgrund der Langsamkeit „keinen Raum für Fehler gibt“, ein perfektes Album einzuspielen. Ein Album, in welchem man „wegdriften und ertrinken“ wolle, das „Schönheit in Trostlosigkeit“ präsentiere. Mit Bezug zu diesem höchst gelobten Album wurde auch die Kompilation MMVIII-MMXIV sowie das neu eingespielte Misanthrope 2020 besprochen. Abyssal sei eine Band, der es gelänge sich „mit jeder Veröffentlichung zu verbessern“ schrieb Islander für No Clean Singing über die Kompilation. Die Neueinspielung des Erfolgsalbums sei „definitiv ein Vergnügen“ für Anhänger langer Stücke und das hinzugenommene Cello füge dem Album „wunderbar eindringliche Melodien“ bei. Die Band gelänge es mit dieser Neuinterpretation „einem bereits vernichtenden Epos mit noch mehr Power“ auszustatten.